# Свети Сила (Кавала)
„Свети Апостол Сила“ (на гръцки: Ιερά Μονή του Αγίου Αποστόλου Σίλα) е православен манастир в град Кавала, Егейска Македония, Гърция, част от Филипийската, Неаполска и Тасоска епархия на Вселенската патриаршия.

## Местоположение
Манастирът е разположен на три километра от Кавала, на мястото, където пътят за Драма пресича Егнатия Одос. От мястото има прекрасна гледка към Кавала и Тасос. Според местната традиция, основаваща се на разказа на „Деянията на апостолите“, тук апостол Павел и спътниците му Сила, Тимотей и Лука спрели да си починат по пътя си от Неаполис към Филипи. Мраморна колона в манастира отбелязва това събитие.

## История
На 12 юни 1937 година е основана малка църква, която да отбележи мястото. Митрополит Хрисостом Филипийски превръща параклиса в манастира, за което в 1946 година е издаден кралски указ. Започва строеж на нов католикон, на манастирски конаци, трапезария и други помощни сгради. Новият католикон, кръстокуполен византийски храм, е освете на 20 май 1956 година. По-късно е добавен нартекс, манастирските сгради са обновени, а дворът е павиран. В 1988 година е поставен основният камък на строежа на северно крило.